# Malaita Kingz Football Club
Malaita Kingz Football Club é um clube de futebol salomonense com sede na ilha de Malaita. Disputa atualmente a primeira divisão nacional.